# Epulopiscium fishelsoni
Epulopiscium fishelsoni (лат.) — грамположительная гигантская бактерия, населяющая пищеварительный тракт рыб-хирургов. Клетки этой бактерии характеризуются невероятно большими для прокариот размерами: их длина может превышать 600 мкм. До открытия Thiomargarita namibiensis она считалась крупнейшей известной бактерией. Ей также присущ необычный способ деления.
Род Epulopiscium и вид Epulopiscium fishelsoni не описаны согласно всем правилам МКНБ, и в List of Prokaryotic names with Standing in Nomenclature эти два таксона значатся как невалидные.

## Этимология названия
Дословно с латыни Epulopiscium означает «рыбный пир» от лат. epulum — пир и лат. piscium — рыбный, поскольку Epulopiscium fishelsoni является эндосимбионтом пищеварительного тракта рыб-хирургов. Видовой эпитет fishelsoni дан в честь израильского ихтиолога Льва Фишельсона. Он был одним из учёных, которые обнаружили бактерию в 1985 году при исследовании рыбы-хирурга Acanthurus nigrofuscus из Красного моря. Своим латинским названием вид был назван в 1988 году Монтгомери, одним из первооткрывателей, и Поллаком.

## Описание
E. fishelsoni в 10—20 раз крупнее типичных бактерий, а объем самых крупных клеток может быть больше объема такой бактерии, как E. coli , на пять порядков. Из-за этого первоначально E. fishelsoni была отнесена к протистам. Только в 1993 году анализ рРНК показал её принадлежность к типу Firmicutes. На принадлежность этого организма к бактериям указывали и особенности клеточной структуры, видные в электронный микроскоп. В связи с огромными размерами E. fishelsoni имеет ряд особенностей строения клетки. Так, для этого вида характерна полиплоидность: клетка содержит сотни тысяч копий генома . Считается, что это позволяет обеспечить необходимый для жизнедеятельности столь крупной бактерии уровень экспрессии генов (учитывая тот факт, что внутри бактериальной клетки синтезированные белки распространяются в основном за счёт диффузии). Несмотря на колоссальные размеры, E. fishelsoni не имеет никаких специализированных цитоплазматических компартментов.
В течение суток нуклеоид E. fishelsoni подвергается циклическим перестройкам. Ранним утром ДНК высоко конденсирована и собрана в продолговатые структуры, похожие на хромосомы, которые физически отделены от остальной цитоплазмы. Далее следует деление клетки, при котором внутри оказывается два (редко три) вытянутых нуклеоида.
У E. fishelsoni имеются антиксенобиотические помпы, выкачивающие чужеродные соединения наружу из клетки. Кроме того, в цитозоле имеются ферменты неспецифическая эстераза и глутатион-S-трансфераза. Возможно, эти механизмы являются адаптацией к богатой ксенобиотиками пищеварительной системе рыб.

## Деление

Цикл размножения Epulopiscium fishelsoni. 1 — образование зачатков двух дочерних клеток (1.2) в материнской клетке (1.1), 2, 3 — развитие дочерних клеток, 4 — выход дочерних клеток наружу

При делении у E. fishelsoni происходит внутреннее образование двух (реже более) дочерних клеток. Их рост начинается от концов материнской клетки и продолжается до тех пор, пока они не достигнут её длины. Далее зрелые дочерние клетки выходят из клеточной оболочки материнской клетки, сбрасывая её, как пустую шелуху. Подобным образом делится и близкородственная бактерия Metabacterium polyspora. При формировании дочерних клеток деконденсированная ДНК, случайно расположенная в клетке, уплотняется обратно и формирует апикальные шапочки конденсированной ДНК. ДНК разделяется между дочерними клетками почти поровну.

## Местообитание
Первоначально E. fishelsoni была обнаружена в кишечнике рыбы-хирурга Acanthurus nigrofuscus в Красном море. Потом она была найдена у других видов рыб-хирургов, населяющих Большой Барьерный риф.
Функционирование клеток E. fishelsoni сильно зависит от дневной активности рыбы-хирурга. В течение дня бактерия активна, поддерживая определённый pH в кишечнике рыбы. Размножение также происходит днём. При наступлении тёмного времени суток E. fishelsoni перестаёт размножаться и становится неподвижной и неактивной, из-за чего рН в кишечнике увеличивается. Поддержание рН в кишечнике посредством E. fishelsoni имеет огромное значение для рыб-хирургов, потому что они питаются водорослями и детритом.